# Daire Lynch
Daire Lynch (Clonmel, 19 de junho de 1998) é um remador irlandês.

## Carreira
De Clonmel, no Condado de Tipperary, ele frequentou a Universidade de Yale entre 2017 e 2022, estudando economia. Ele venceu o Campeonato Nacional Irlandês de skiff simples em 2021. Em setembro de 2023, ele ganhou uma medalha de bronze na final do Heavyweight Double Sculls no Campeonato Mundial de Remo em Belgrado. Ele ganhou o bronze ao lado de Phillip Doyle na Copa do Mundo de Remo em Lago di Varese, na Itália, em abril de 2024.
Nos Jogos Olímpicos de Verão de 2024, em Paris, conquistou a medalha de bronze na competição de skiff duplo masculino, ao lado de Philip Doyle com o tempo de 6:15.17.